# 中正路 (鳥松區)
中正路（Zhongzheng Rd.）是高雄市鳥松區的南北向重要幹道，編號市道183號。起端於鳥松、仁武區交界接鳳仁路，末端於鳳誠路口接鳳山區鳳松路，是往來鳳山區與楠梓區兩地之間的長途重要路段之一。本道路沿途眾多傢俱商行林立帶動地方之產業繁榮，因有鳥松傢俱街之稱，並連結大埤路（編號市道183乙線）往來長庚醫院、澄清湖及高雄市區近郊，故交通地位日益重要。

## 行經行政區域
- 鳥松區

## 沿線設施
（由北至南）
- 鳥松傢俱街
- 夢裡橋
- 鳥松郵局
- 鳥松區農會信用部澄清湖分部
  - 鳥松區農會生鮮超市
- 統一速邁樂精工加油站鳥松站
- 鳥松區公所
- 高雄市政府警察局仁武分局鳥松分駐所
- 麥當勞鳥松店
- 大埤路、神農路
- 鳥松外省麵
- 中華電信鳳山營運處（中正路177巷3之1號）
- 台亞石油鳥松加油站

## 公車資訊
- 高雄客運
  - 24A 坔埔圓照寺－捷運巨蛋站
  - 60 駁二藝術特區－長庚醫院－夢裡活動中心
  - 8008 捷運岡山車站－澄清湖－建國站
  - 8009 旗山北站－澄清湖－建國站
  - 8021 高雄客運鳳山站－彌陀國小
  - 8048 捷運都會公園站－楠梓－鳳山－屏東轉運站
  - 8049 崗山頭－岡山－楠梓－澄清湖－高雄客運鳳山站
- 港都客運
  - 217 加昌站－合群社區－鳥松區公所
  - 橘16 鳳山轉運站（捷運大東站）－仁武區公所
  - 橘16延駛 鳳山轉運站（捷運大東站）－仁武區公所－大社區公所
- 中華衛星大車隊
  - 5 鳳山－關帝廟